# Марія Акоста
Марія Хосе Акоста Акоста (ісп. María José Acosta Acosta; нар. 26 листопада 1991, Кумана, штат Сукре) — венесуельська борчиня вільного стилю, п'ятиазова бронзова призерка Панамериканських чемпіонатів, срібна призерка Панамериканських ігор, бронзова призерка Південноамериканських ігор, срібна та дворазова бронзова призерка Центральноамериканських і Карибських ігор, учасниця Олімпійських ігор.

## Життєпис
Боротьбою почала займатися з 2002 року.
У 2016 році на олімпійському кваліфікаційному турнірі в Улан-Баторі посіла друге місце, здобувши ліцензію на літні Олімпійські ігри в Ріо-де-Жанейро. На Олімпіаді Акоста у першій же сутичці зазнала поразки з рахунком 0:8 від представниці Єгипту Енас Мостафи. Оскільки єгипетська спортсменка не пройшла до фіналу, Марія Акоста не змогла взяти учать у втішних сутичках за бронзову нагороду, посівши у підсумку сімнадцяте місце.
У 2021 році на олімпійському кваліфікаційному турнірі в Софії посіла п'яте місце, що не дозволило їй відібратись на літні Олімпійські ігри в Токіо.
Виступає за спортивний клуб «Marcial Andrades» Кумана. Тренер — Генрі Колменарес (з 2014).

## Спортивні результати на міжнародних змаганнях

### Виступи на Олімпіадах
| Змагання                    | Збірна    | Вагова категорія          | Місце |
| --------------------------- | --------- | ------------------------- | ----- |
| Літні Олімпійські ігри 2016 | Венесуела | жіноча боротьба, до 69 кг | 17    |

### Виступи на Чемпіонатах світу
| Змагання                        | Збірна    | Вагова категорія          | Місце |
| ------------------------------- | --------- | ------------------------- | ----- |
| Чемпіонат світу з боротьби 2014 | Венесуела | жіноча боротьба, до 69 кг | 19    |
| Чемпіонат світу з боротьби 2015 | Венесуела | жіноча боротьба, до 69 кг | 31    |
| Чемпіонат світу з боротьби 2018 | Венесуела | жіноча боротьба, до 76 кг | 18    |

### Виступи на Панамериканських чемпіонатах
| Змагання                                   | Збірна    | Вагова категорія          | Місце  |
| ------------------------------------------ | --------- | ------------------------- | ------ |
| Панамериканський чемпіонат з боротьби 2013 | Венесуела | жіноча боротьба, до 72 кг | 7      |
| Панамериканський чемпіонат з боротьби 2015 | Венесуела | жіноча боротьба, до 69 кг | Бронза |
| Панамериканський чемпіонат з боротьби 2016 | Венесуела | жіноча боротьба, до 69 кг | Бронза |
| Панамериканський чемпіонат з боротьби 2017 | Венесуела | жіноча боротьба, до 69 кг | Бронза |
| Панамериканський чемпіонат з боротьби 2019 | Венесуела | жіноча боротьба, до 76 кг | 8      |
| Панамериканський чемпіонат з боротьби 2020 | Венесуела | жіноча боротьба, до 68 кг | Бронза |
| Панамериканський чемпіонат з боротьби 2022 | Венесуела | жіноча боротьба, до 76 кг | Бронза |

### Виступи на Панамериканських іграх
| Змагання                  | Збірна    | Вагова категорія          | Місце  |
| ------------------------- | --------- | ------------------------- | ------ |
| Панамериканські ігри 2015 | Венесуела | жіноча боротьба, до 69 кг | Срібло |
| Панамериканські ігри 2019 | Венесуела | жіноча боротьба, до 68 кг | 5      |

### Виступи на Південноамериканських іграх
| Змагання                       | Збірна    | Вагова категорія          | Місце  |
| ------------------------------ | --------- | ------------------------- | ------ |
| Південноамериканські ігри 2014 | Венесуела | жіноча боротьба, до 69 кг | 5      |
| Південноамериканські ігри 2018 | Венесуела | жіноча боротьба, до 76 кг | Бронза |

### Виступи на Центральноамериканських і Карибських іграх
| Змагання                                                | Збірна    | Вагова категорія          | Місце  |
| ------------------------------------------------------- | --------- | ------------------------- | ------ |
| Центральноамериканські і Карибські ігри 2014 (Сан-Хуан) | Венесуела | жіноча боротьба, до 69 кг | Бронза |
| Центральноамериканські і Карибські ігри 2014 (Веракрус) | Венесуела | жіноча боротьба, до 69 кг | Бронза |
| Центральноамериканські і Карибські ігри 2018            | Венесуела | жіноча боротьба, до 76 кг | Срібло |

### Виступи на інших змаганнях
| Змагання                                                         | Збірна    | Вагова категорія          | Місце  |
| ---------------------------------------------------------------- | --------- | ------------------------- | ------ |
| Меморіал Іона Корнеану 2011                                      | Венесуела | жіноча боротьба, до 72 кг | 5      |
| Відкритий чемпіонат Польщі з боротьби 2014                       | Венесуела | жіноча боротьба, до 69 кг | 8      |
| Золотий Гран-прі з боротьби 2015                                 | Венесуела | жіноча боротьба, до 69 кг | 11     |
| Гран-прі Парижа з боротьби 2016                                  | Венесуела | жіноча боротьба, до 69 кг | Бронза |
| Олімпійський кваліфікаційний турнір з боротьби 2016 (Фріско)     | Венесуела | жіноча боротьба, до 69 кг | 6      |
| Олімпійський кваліфікаційний турнір з боротьби 2016 (Улан-Батор) | Венесуела | жіноча боротьба, до 69 кг | Срібло |
| Відкритий чемпіонат Монголії з боротьби 2017                     | Венесуела | жіноча боротьба, до 69 кг | Срібло |
| Меморіал Маттео Пелліконе 2020                                   | Венесуела | жіноча боротьба, до 68 кг | 12     |
| Олімпійський кваліфікаційний турнір з боротьби 2020 (Оттава)     | Венесуела | жіноча боротьба, до 68 кг | 9      |
| Турнір Дана Колова — Николи Петрова 2021                         | Венесуела | жіноча боротьба, до 76 кг | Бронза |
| Олімпійський кваліфікаційний турнір з боротьби 2021 (Софія)      | Венесуела | жіноча боротьба, до 76 кг | 5      |
| Боліваріанські ігри 2022                                         | Венесуела | жіноча боротьба, до 76 кг | Бронза |

### Виступи на змаганнях молодших вікових груп
| Змагання                                                 | Збірна    | Вагова категорія          | Місце |
| -------------------------------------------------------- | --------- | ------------------------- | ----- |
| Панамериканський чемпіонат з боротьби серед юніорів 2008 | Венесуела | жіноча боротьба, до 63 кг | 5     |